# Simetría en matemáticas

El sistema de raíces del grupo de Lie excepcional E_{8}. Los grupos de Lie poseen numerosas simetrías

La simetría es una característica presente en numerosas ramas de las matemáticas, y por lo tanto no se limita como pudiera parecer a primera vista a la geometría. Es un tipo de invarianza: la propiedad de que un objeto matemático permanece sin cambios bajo un determinado conjunto de operaciones o transformaciones.
Dado un objeto estructurado X de cualquier tipo, una simetría es una aplicación del objeto sobre sí mismo que conserva su estructura. Esto puede ocurrir de muchas maneras; por ejemplo, si X es un conjunto sin estructura adicional, una simetría es una aplicación biyectiva de un conjunto sobre sí mismo, dando lugar a un grupo de permutaciones. Si el objeto X es un conjunto de puntos en el plano con su estructura métrica o cualquier otro espacio métrico, una simetría es un función biyectiva del conjunto en sí mismo que conserva la distancia entre cada par de puntos (es decir, es una isometría).
En general, cada tipo de estructura en matemáticas tendrá su propio tipo de simetría, muchas de las cuales se enumeran en los entradas mencionadas anteriormente.

## Simetría en geometría
Los tipos de simetría considerados en geometría básica incluyen la simetría de reflexión, la simetría rotacional, la simetría traslacional y la reflexión deslizada, que se describen más detalladamente en el artículo principal dedicado a la simetría en geometría.

## Simetría en el cálculo

### Funciones pares e impares

#### Funciones pares

ƒ(x) = x^{2} es un ejemplo de una función par.

Supóngase que f(x) sea una función con valor real de una variable real, luego f es par si la siguiente ecuación se cumple para todos los x y los -x en el dominio de f:
{\displaystyle f(x)=f(-x)}
Geométricamente hablando, el gráfico de una función par es simétrico con respecto al eje y, lo que significa que su gráfica permanece sin cambios después de efectuar una reflexión sobre el eje y. Los ejemplos de funciones pares son el |x|, x2, x4, cos (x) y cosh (x).

#### Funciones impares

ƒ(x) = x^{3} es un ejemplo de una función impar

Nuevamente, sea f (x) una función con valor real de una variable real. Se dice que f es impar si la siguiente ecuación es válida para todo x y -x en el dominio de f de forma que:
{\displaystyle -f(x)=f(-x)}
Es decir,
{\displaystyle f(x)+f(-x)=0\,.}
Geométricamente, el gráfico de una función impar tiene simetría rotacional con respecto al origen, lo que significa que su gráfico permanece sin cambios después de una rotación de 180 grados respecto al origen. Ejemplos de funciones impares son x, x3, sin (x), sinh (x) y erf (x).

### Integración
La integral de una función impar de −A a +A es cero, siempre que A sea finito y que la función sea integrable (por ejemplo, no tenga asíntotas verticales entre −A y +A).
La integral de una función par de −A a +A es dos veces la integral de 0 a +A, siempre que A sea un valor finito y la función sea integrable (por ejemplo, no tenga asíntotas verticales entre −A y +A). Esto también es válido cuando A es infinito, pero solo si la integral converge.

### Series
- La serie de Taylor de una función par solo incluye potencias pares.
- La serie de Maclaurin de una función impar solo incluye potencias impares.
- La serie de Fourier de una función par periódica solo incluye términos coseno.
- La serie de Fourier de una función impar periódica incluye solo términos seno.

## Simetría en álgebra lineal

### Simetría en matrices
En álgebra lineal, se define una matriz simétrica como una matriz cuadrada que es igual a su matriz transpuesta (es decir, es invariante bajo la transposición de la matriz). Formalmente, la matriz A es simétrica si
{\displaystyle A=A^{T}.}
Según la definición de igualdad de matriz, que requiere que los valores en todas las posiciones correspondientes sean iguales, las matrices iguales deben tener las mismas dimensiones (ya que las matrices de diferentes tamaños o formas no pueden ser iguales entre sí). En consecuencia, solo las matrices cuadradas pueden ser simétricas.
Las entradas de una matriz simétrica son simétricas con respecto a la diagonal principal. Entonces, si los valores de la matriz se denotan como A = (aij), entonces aij = aji para cualquier par de valores de los índices i y j.
Por ejemplo, la siguiente matriz de orden 3×3 es simétrica:
{\displaystyle {\begin{bmatrix}1&7&3\\7&4&-5\\3&-5&6\end{bmatrix}}}
Cada matriz diagonal cuadrada es simétrica, ya que todas las entradas fuera de diagonal son cero. Del mismo modo, cada elemento diagonal de una matriz antisimétrica debe ser cero, ya que cada uno es su propio negativo.
En álgebra lineal, una matriz simétrica real representa un operador autoadjunto sobre un espacio prehilbertiano real. El objeto correspondiente al producto interno en un espacio complejo es una matriz hermítica con valores complejos, que es igual a su matriz traspuesta conjugada. Por lo tanto, en el álgebra lineal sobre los números complejos, a menudo se supone que una matriz simétrica se refiere a una que tiene entradas de valor real. Las matrices simétricas aparecen naturalmente en numerosas aplicaciones, y los programas de ordenador habituales para realizar operaciones numéricas de álgebra lineal suelen disponer de adaptaciones especiales para ellas.

## Simetría en álgebra abstracta

### Grupos simétricos
El grupo simétrico Sn (sobre un conjunto finito de n símbolos) es el grupo cuyos elementos son todas las permutaciones de los n símbolos, y cuya operación de grupo es la composición de tales permutaciones, que se tratan como funciones biyectivas del conjunto de símbolos sobre sí mismo. Dado que existen n! (n factorial) posibles permutaciones de un conjunto de n símbolos, se deduce que el orden (es decir, el número de elementos) del grupo simétrico Sn es n!

### Polinomios simétricos
Un polinomio simétrico es un polinomio P(X1, X2, ..., Xn) definido para n variables, de forma que si se intercambian algunas de las variables, se obtiene el mismo polinomio. Formalmente, P es un polinomio simétrico si para cualquier permutación σ de los subíndices 1, 2, ..., n, se tiene que P (Xσ(1), Xσ(2), ..., Xσ(n)) = P (X1, X2, ..., X n).
Los polinomios simétricos surgen naturalmente en el estudio de la relación entre las raíces de un polinomio en una variable y sus coeficientes, ya que los coeficientes pueden ser dados por expresiones polinómicas de las raíces, y todas las raíces juegan un papel similar en este contexto. Desde este punto de vista, los polinomios simétricos elementales son los polinomios simétricos más fundamentales. Un teorema establece que cualquier polinomio simétrico se puede expresar en términos de polinomios simétricos elementales, lo que implica que cada anillo de polinomios simétrico sobre las raíces de un polinomio mónico se puede dar alternativamente como una expresión polinómica en los coeficientes del polinomio.

#### Ejemplos
En dos variables  X1 y  X2, se tienen polinomios simétricos como:
- {\displaystyle X_{1}^{3}+X_{2}^{3}-7}
- {\displaystyle 4X_{1}^{2}X_{2}^{2}+X_{1}^{3}X_{2}+X_{1}X_{2}^{3}+(X_{1}+X_{2})^{4}}

y en tres variables  X1,  X2 y  X3, se tiene como polinomio simétrico:
- {\displaystyle X_{1}X_{2}X_{3}-2X_{1}X_{2}-2X_{1}X_{3}-2X_{2}X_{3}\,}

### Tensores simétricos
En matemáticas, un tensor simétrico es un tensor que es invariable bajo una permutación de sus argumentos vectoriales:
{\displaystyle T(v_{1},v_{2},\dots ,v_{r})=T(v_{\sigma 1},v_{\sigma 2},\dots ,v_{\sigma r})}
por cada permutación sigma de los símbolos {1,2, ..., r}.
Alternativamente, un tensor simétrico de orden rth representado en coordenadas como una cantidad con r índices, satisface que:
{\displaystyle T_{i_{1}i_{2}\dots i_{r}}=T_{i_{\sigma 1}i_{\sigma 2}\dots i_{\sigma r}}.}
El espacio de los tensores simétricos de rango r en un espacio vectorial de dimensión finita es naturalmente isomórfico al dual del espacio de polinomios homogéneos de grado r en V. Sobre campos de característica cero, el espacio vectorial graduado de todos los tensores simétricos puede identificarse naturalmente con el álgebra simétrica en V. Un concepto relacionado es el de tensor antisimetrico o forma alternada. Los tensores simétricos se presentan ampliamente en ingeniería, física y matemáticas.

### Teoría de Galois
Dado un polinomio, puede ser que algunas de las raíces estén conectadas por varias ecuaciones algebraicas. Por ejemplo, puede ser que para dos de las raíces, denominadas A y B, se cumpla que A2 + 5B3 = 7. La idea central de la teoría de Galois es considerar aquello
As permutaciónes (o reordenamientos) de las raíces que tienen la propiedad de que cualquier ecuación algebraica satisfecha por las raíces se mantiene todavía satisfecha después de que las raíces han sido permutadas. Una condición importante es que el procedimiento se limite a ecuaciones algebraicas cuyos coeficientes sean números racionales. Así, la teoría de Galois estudia las simetrías inherentes a las ecuaciones algebraicas.

### Automorfismos de objetos algebraicos
En álgebra abstracta, un "automorfismo" es un isomorfismo de un objeto matemático sobre sí mismo. Es, en cierto sentido, una simetría del objeto, y una forma de aplicación del objeto sobre sí mismo mientras conserva toda su estructura. El conjunto de todos los automorfismos de un objeto forma un grupo, llamado "grupo de automorfismos". Es, hablando coloquialmente, el grupo de simetría del objeto.

#### Ejemplos
- En teoría de conjuntos, una permutación arbitraria de los elementos de un conjunto X es un automorfismo. El grupo de automorfismo de X también se llama grupo simétrico en X.
- En aritmética elemental, el conjunto de los números enteros, Z, considerado como un grupo aditivo, tiene un automorfismo no trivial único: la negación. Considerado como un anillo, sin embargo, solo posee el automorfismo trivial. En términos generales, la negación es un automorfismo en cualquier grupo abeliano, pero no en un anillo o campo.
- Un automorfismo de grupo es un isomorfismo de un grupo sobre sí mismo. Informalmente, es una permutación de los elementos del grupo de tal manera que la estructura permanece sin cambios. Para cada grupo G hay un homomorfismo de grupo natural G→ Aut(G) cuya imagen es el grupo Inn(G) de automorfismos interiores y cuyo núcleo es el centro de G. Por lo tanto, si G tiene como centro el grupo trivial, puede integrarse en su propio grupo de automorfismo.[6]
- En álgebra lineal, un endomorfismo de un espacio vectorial V es un operador lineal V→V. Un automorfismo es un operador lineal invertible en V. Cuando el espacio vectorial es de dimensión finita, el grupo de automorfismo de V es el mismo que el grupo lineal general, GL (V).
- Un automorfismo de campo es un  homomorfismo de anillos biyectivo de un campo sobre sí mismo. En el caso de números racionales (Q) y números reales (R) no existen automorfismos de campo no triviales. Algunos subcampos de R tienen automorfismos de campo no triviales, que sin embargo no se extienden a todo R (porque no pueden preservar la propiedad de que cualquier número posea una raíz cuadrada en R). En el caso de los números complejos C, existe un automorfismo no trivial único que aplica R sobre R, la conjugación compleja, pero hay infinitamente muchos (no numerables) automorfismos salvajes (asumiendo el axioma de elección).[7] Los automorfismos de campo son importantes para la teoría de la extensión de cuerpos, en particular, para la extensión de Galois. En el caso de una extensión de Galois L/K, el subgrupo de todos los automorfismos de L que fijan K en un punto, se denomina grupo de Galois de la extensión.

## Simetría en la teoría de la representación

### Simetría en mecánica cuántica: bosones y fermiones
En mecánica cuántica, los bosones tienen representantes simétricos bajo operadores de permutación, y los fermiones tienen representantes antisimétricos.
Esto implica el principio de exclusión de Pauli para los fermiones. De hecho, el principio de exclusión de Pauli con una función de onda de muchas partículas de un solo valor es equivalente a requerir que la función de onda sea antisimétrica. Un estado antisimétrico de dos partículas se representa como una suma de estados en la que una partícula está en el estado {\displaystyle \scriptstyle |x\rangle } y la otra en el estado {\displaystyle \scriptstyle |y\rangle }:
{\displaystyle |\psi \rangle =\sum _{x,y}A(x,y)|x,y\rangle }
y la antisimetría bajo el intercambio significa que A(x,y) = −A(y,x). Esto implica que A(x,x) = 0, que es la exclusión de Pauli. Es cierto en cualquier base, ya que los cambios unitarios de base mantienen las matrices antisimétricas antisimétricas, aunque estrictamente hablando, la cantidad A(x,y) no es una matriz sino un tensor de rango dos antisimétrico.
Por el contrario, si las cantidades diagonales A(x,x) son cero en todas las bases, entonces el componente de la función de onda:
{\displaystyle A(x,y)=\langle \psi |x,y\rangle =\langle \psi |(|x\rangle \otimes |y\rangle )}
es necesariamente antisimétrico. Para probarlo, considérese el elemento matriz:
{\displaystyle \langle \psi |((|x\rangle +|y\rangle )\otimes (|x\rangle +|y\rangle ))\,}
El resultado de esta operación es cero, porque las dos partículas tienen cero probabilidad de que ambas estén en el estado de superposición {\displaystyle \scriptstyle |x\rangle +|y\rangle }. Pero esto es igual a
{\displaystyle \langle \psi |x,x\rangle +\langle \psi |x,y\rangle +\langle \psi |y,x\rangle +\langle \psi |y,y\rangle \,}
El primer y último término en el lado derecho son elementos diagonales y son cero, y la suma total es igual a cero. Entonces los elementos de la matriz de función de onda obedecen a la condición de que:
{\displaystyle \langle \psi |x,y\rangle +\langle \psi |y,x\rangle =0\,}.
o a
{\displaystyle A(x,y)=-A(y,x)\,}

## Simetría en la teoría de conjuntos

### Relación simétrica
Se denomina una relación simétrica a aquella tal que si la relación se mantiene de A a B, también se mantiene de B a A.
Téngase en cuenta que la simetría no es exactamente lo contrario de la antisimetría.

## Simetría en espacios métricos

### Isometrías de un espacio
Una isometría es una aplicación que conserva la distancia entre espacios métricos. Dado un espacio métrico, o un conjunto y un esquema para asignar distancias entre elementos del conjunto, una isometría es una transformación que asigna elementos a otro espacio métrico de manera que la distancia entre los elementos en el nuevo espacio métrico es igual a la distancia entre elementos en el espacio métrico original. En un espacio bidimensional o tridimensional, dos figuras geométricas son congruentes si están relacionadas por una isometría: relacionadas por un movimiento rígido, o una composición de un movimiento rígido y de una reflexión. Hasta una relación mediante un movimiento rígido, ambos son iguales si están relacionados mediante una isometría directa.
Las isometrías se han utilizado para unificar las definiciones de trabajo de la simetría en geometría, y en campos tan diversos como las funciones, las distribuciones de probabilidad, las matrices, las relaciones de concatenación, o la teoría de grafos.

## Simetrías de ecuaciones diferenciales
Una simetría sobre una ecuación diferencial es una transformación que la deja invariable. El conocimiento de tales simetrías puede ayudar a resolverla.
Un eje de simetría de un sistema de ecuaciones diferenciales representa una simetría continua del sistema de ecuaciones diferenciales. El conocimiento de un eje de simetría se puede utilizar para simplificar una ecuación diferencial ordinaria a través de su reducción de orden.
Para una ecuación diferencial ordinaria, el conocimiento de un conjunto apropiado de simetrías de Lie permite calcular explícitamente un conjunto de primeras integrales, dando una solución completa sin integración.
Se pueden encontrar simetrías resolviendo un conjunto relacionado de ecuaciones diferenciales ordinarias. Resolver estas ecuaciones es a menudo mucho más simple que resolver las ecuaciones diferenciales originales.

## Simetría en probabilidad
En el caso de un número finito de resultados posibles, la simetría con respecto a las permutaciones (reetiquetado) implica una distribución uniforme discreta.
En el caso de un intervalo real de posibles resultados, la simetría con respecto al intercambio de subintervalos de igual longitud corresponde a una distribución uniforme continua.
En otros casos, como "tomar un número entero aleatorio" o "tomar un número real aleatorio", no hay distribuciones de probabilidad simétricas con respecto a los reencadenamientos o al intercambio de subintervalos igualmente largos. Otras simetrías razonables no seleccionan una distribución particular, o en otras palabras, no hay una distribución de probabilidad única que proporcione la máxima simetría.
Hay un tipo de isometría en una dimensión que puede dejar la distribución de probabilidad sin cambios, que es la reflexión en un punto, por ejemplo cero.
Una posible simetría de aleatoriedad con resultados positivos es que la primera se aplica al logaritmo, es decir, el resultado y su recíproco tienen la misma distribución. Sin embargo, esta simetría no destaca ninguna distribución particular de manera exclusiva.
Para un "punto aleatorio" en un plano o en el espacio, se puede elegir un origen y considerar una distribución de probabilidad con simetría circular o esférica, respectivamente.